# Thurleigh
Thurleigh – wieś w Anglii, w hrabstwie ceremonialnym Bedfordshire, w dystrykcie (unitary authority) Bedford. Leży 9 km na północ od centrum miasta Bedford i 82 km na północ od centrum Londynu. Miejscowość liczy 696 mieszkańców.